# Calvin Theological Journal
Calvin Theological Journal(한국어: 칼빈 신학 저널)은 미국 미시간주 그랜드래피즈의 칼빈 신학교(Calvin Theological Seminary.)에서 발행되는 학술지이다.